# 周易参同契
《周易參同契》又名《參同契》，是一本講炼丹术著作，被称为“万古丹经王”。作者是东汉的魏伯阳。《周易參同契》的书名中“參”音cān(ㄘㄢ)，指參同「大易」、「黃老」、「爐火」三家之理而會歸於一。

## 出書時期
《周易参同契》最早出现在东汉末期。作者魏伯阳的事迹在正史中并没有记载，大致生活在汉桓帝（公元147年 - 167年）时期。
《周易参同契》托名阴长生注本序云∶“盖闻《参同契》者，昔是古《龙虎上经》，本徐真人。徐真人，青州从事，北海（今山东昌乐）人也。后因越上虞人魏伯阳，造《五相类》以解前篇，遂改为《参同契》。更有淳于叔通, 补续其类……叔通亲事徐君，习此经。”

## 內容佈局
全书分为上、中、下三篇，以及《周易参同契鼎器歌》一首，共约6000字，基本是用四字一句、五字一句的韵文体及少数长短不齐的散文体和离骚体写成的。全书用周易爻象来论述炼丹成仙的方法。被道教的外丹和内丹派都视为重要的著作。书中用炼丹术语来介绍修炼方法，使得本书非常晦涩难懂，而书的文风也对后世的丹书有很大影响。

### 理論濫觴
《周易参同契》指出，物质变化是自然界的普遍规律，炼丹过程正如以檗染黄，煮皮革为胶，用曲蘖作酒等等一样，是“自然之所为”，“非有邪伪道”。他还将阴阳五行学说用于解释炼丹术现象，认为万物的产生和变化都是“五行错王，相据以生”，是阴阳相须，彼此交媾，使精气得以舒发的结果。魏伯阳认为修丹与天地造化是同一个道理，易道与丹道是相通的，所以能用《周易》的道理来解释炼丹的道理，体现了炼丹家的哲学思维。

### 修煉之路
在道教的領域中，《周易參同契》的丹道修煉是以乾坤為鼎爐，以坎離為藥物，和《黃庭內景經》以黃庭為鼎爐不同。修煉過程中，學人要保持和具備大易中庸和平、慈祥寬恕、體貼瞭解、周流無滯的性情與智慧。穿透種種的比喻，經過「乾坤萬年依舊在，六爻游盡一場空」的神會，終於領悟到天人同一之真理，親見「太陽流珠」的無限金華，達到宗教真理追求的目標。

## 注解

### 外丹
- (唐) 無名氏，《陰真君周易參同契》
- (唐) 無名氏，《周易參同契注》
- (宋) 盧天驥，《參同契五相類秘要》

### 內丹
- (後蜀) 彭曉，《周易參同契分章通真義》（流通最廣）
- (宋) 無名氏，《周易參同契注》
- (宋) 儲華谷，《周易參同契注》
- (宋) 陳顯微，《周易參同契解》
- (宋) 朱熹，《周易參同契考異》
- (元) 俞琰，《周易參同契發揮》
- (元) 陳致虛，《周易參同契分章注》
- (明) 陸西星，《周易參同契測疏》，《周易參同契口義》
- (明) 董德寧，《周易參同契正義》
- (明) 蔣一彪，《古文周易參同契集解》（採「石函古本」，實即杜一誠改編本）
- (清) 仇兆鰲，《古本周易参同契集註》（採「石函古本」，實即杜一誠改編本）
- (清) 朱元育(朱雲陽)，《參同契闡幽》
- (清) 劉一明，《參同契經文直指》，《參同契直指箋注》，《參同契直指三相類》
- (民) 南懷瑾，《我說參同契》

### 引用
1. ↑  彭曉《參同契通真義後序》：「參同契者，參，雜也，同，通也，契，合也，謂與諸丹經理通而契合也。」
張覺. . 五南圖書. 1997. 古代「参」有「並」義
2. ↑  . 教育部國語詞典重編本.
3. ↑  董德寧：《周易參同契正義》，自由出版社.

## 研究書目
- 欽偉剛：《朱熹與《參同契》文本》（成都：巴蜀書社，2004）。
- 钦伟刚：〈南宋初期《参同契》文献实态的考察（上）（页面存档备份，存于）〉。
- 钦伟刚：〈南宋初期《参同契》文献实态的考察（下） （页面存档备份，存于）〉。
- 钦伟刚：〈朱熹删改《参同契》经文考（页面存档备份，存于）〉。